# Slaven Musa
Slaven Musa (Mostar, 21 giugno 1971) è un allenatore di calcio ed ex calciatore croato, di ruolo centrocampista.

## Palmarès

### Allenatore
- Coppa della Bosnia ed Erzegovina: 1

Široki Brijeg: 2012-2013